# ゴンゾーラジオ
ゴンゾーラジオは、埼玉県の独立局、NACK5が、毎週木曜日23:30～0:00に放送している音楽番組である。着メロサイトゴルゴンゾーラと連動した企画を行なっていた。
同時間帯に放送されていたRare Track@MobileのDJを務めた窪田有美の産休により、後番組としてスタートした。制作はどちらも東京エンターテイメント。

## 出演者
- パーソナリティー Ikoman

## コーナー紹介
- 毎回Ikomanが、いろんなアーティストにインタビューをしている。
- 着メロCount Down Top 10

## スポンサー
- ゴルゴンゾーラ (携帯音楽配信を手がけている)

| スタブアイコン | サブスタブ | この項目は、まだ閲覧者の調べものの参照としては役立たない、ラジオ番組に関連した書きかけの項目です。この項目を加筆・訂正などしてくださる協力者を求めています（P:ラジオ/PJ:放送番組）。 |